# 유로노사우루스
유로노사우루스(학명: Eurhinosaurus longirostris)는 어룡목에 렙토넥터과에 속하는 어룡이다. 지금은 멸종된 종으로서 전체적인 몸길이가 최대 6m인 거대한 어룡에 속한다.

## 특징
유로노사우루스(그리스어 '코딱지 도마뱀-'잘 됐든 좋든' eu, 코뿔소'는 '노세'를 뜻하는 코뿔소, '마법사'를 뜻하는 사우로)는 1억 8천 3백만년에서 1억 7천 5백만 년 사이의 멸종된 어룡의 속이다. 수생 파충류의 화석은 서유럽(영국, 독일 남부와 북부, 베네룩스, 프랑스, 스위스)에서 발견되었다. 그들은 깊고 탁 트인 해역에서 살았었다. 유로노사우루스는 어룡의 큰 속이다. 성체 한마리가 최고 6미터(20피트) 이상에 이를 수 있다. 에우리노사우루스는 등지느러미가 잘 발달한 등지느러미, 저체력 카우달 지느러미, 쌍꺼풀과 골반 지느러미, 눈에 띄게 큰 눈을 가진 물고기 같은 방추형 몸을 가지고 규칙적인 신체 형태학을 따랐다. 다른 어룡들처럼 유로노사우루스는 아가미가 없었고 숨을 쉬기 위해 폐를 사용했다. 유로노사우루스는 다른 어룡들과는 다른 특징이 있는데 위턱은 아래턱보다 두 배 길었고 위아래를 가리키는 이빨로 덮여 있었다. 유로노사우루스의 발견된 역사로 보면 이크티오사우루스 롱이로스트리스라는 이름은 만텔이 1851년에 옛 대영박물관의 고생물학 갤러리에 대한 안내서로 처음 간행한 것으로 이크티오사우루스 롱이로스트리스로 어류공룡 표본 중 하나가 전시되었다. 그 표본은 매우 가늘고 긴 주둥이를 가지고 있었지만 두개골은 으스러졌다. 어떤 특징도 보존되지 않았다. 구체적인 이름인 롱이로스트리스(longirostris)는 그냥 시료에 붙어 있었다. 특징들이 너무 불분명했기 때문에 당시 과학자들은 이 표본에 이름을 붙일 수 없었다. 유로노사우루스 롱이로스트리스의 첫 두개골은 1856년에 스위스에서 오웬과 재거에 의해 발견되었는데, 이것은 분명히 짧아진 맨더블을 보여주었다. 에우히노사우루스 속은 1909년에 미오세네 세타체안 에우히노델피스 코코테우시(Miocene cetacean Euhinodelphis cocheteuxi)를 묘사한 논문에서 세워졌다. 아벨은 현생에선 유로노사우루스와 비슷한 특징을 가진 고래상어의 하악골이 코끝까지 뻗어나갔는지 축약되었는지는 확실하지 않다고 언급했는데 이는 1851년에 이크티오사우루스 롱지로스트리스의 경우와 같았다. 그는 약하고 감쇠된 하악성, 그리고 이크티오사우루스 롱이로스트리스의 몇 가지 다른 특징들을 고려하여 별도의 속과 이름을 유로노사우루스로 세우기로 결정했다. 모노타입에 의한 타입의 종은 유로노사우루스 롱이로스트리스였다. 유로노사우루스는 몸집이 크고 이빨이 작고 가느다란 어룡이었다. 척추기둥은 약 50개의 선행, 45개의 꼬리 육수, 100개 미만의 요추로 구성되었다. 위턱은 극도로 길었고 아래턱은 약했지만 훨씬 짧아서 멀리 떨어진 황새치 시피아스에서와 마찬가지로 극단적인 과식을 보였다. 위턱은 아래턱보다 두 배 이상 길었다. 유로히노사우루스의 궤도는 매우 크고 원형으로 방향을 잡았다. 그들의 거대한 궤도는 극히 짧은 볼 부위와 결합되어 상측 시간 개구부를 감소시켰다. 외부 나리스는 크고 접혀 있었다. 유로노사우루스는 왕관의 뚜렷한 표면 장식 없이 길쭉하고 가늘고 곧은 치아를 가지고 있었다. 그들의 이빨은 섬세하고 날카롭게 뾰족했고 에나멜은 부드러웠다. 그들의 페네스트라 전두부는 작고 전두엽의 외부 노출을 강하게 줄였다. 대부분의 트라이아스기 이후 어룡처럼 두정엽 포아멘은 두정엽과 전두엽 사이의 연결점에 위치했다. 시간적 페네스트라는 극도로 작았다. 유로히노사우루스의 초신성은 등경에서 매우 크고 넓어서 궤도 여백에 도달했다. 그것의 앞부분은 등쪽 시야에서 나사로 덮여 있었다. 앞쪽은 매우 작고 뒷쪽은 컸다. 후두골 두개골 부위는 매우 좁았고 후두골 부위는 후두엽이 부족했다. 유로노사우루스는 긴 포스터오메디컬 프로세서를 가진 쿼드라토쥬갈을 가지고 있었고 기능을 알 수 없는 포라멘에 의해 뚫렸다. 미각에서 작은 인터테리고이드 빈혈이 발견되었고 복측에서 짧고 넓은 프테리고이드를 가지고 있었다. 그것의 프테리고이드는 손상되지 않은 경동맥과 횡방향으로 끝낸다. 유로노사우루스의 아래턱에는 긴 수족관이 있었다. 아틀라스와 축은 매우 밀접하게 연결되었지만 완전히 융합되지는 않았다. 요추에 늑골절개술은 없었다. 수에볼레비아탄이나 테모돈토사우루스에 비하면 유로노사우루스의 요행은 비교적 짧았다. 유로노사우루스의 카우달 지느러미는 저체운동형(하엽으로 확장된 노토코르드)으로 고속으로 수영하는 데 사용할 수 있는 카르딜라긴 수세브론을 가지고 있었다. 척추관에서는 등뼈 척추의 신경 회전수가 현저하게 짧아 중심부의 키보다 작았는데 이는 테모돈토사우루스, 플라티프테리기우스 등 다른 하층 쥐라기 대체 어류공룡에서도 발견되었다. 유로노사우루스의 포린들은 특이성을 제공했다. 반경은 얼나보다 훨씬 컸다.. 게다가 지느러미는 매우 길고 가늘었으며 네 개의 1차 자리, 부속 자리, 그리고 강한 위뇌를 가지고 있었다. 그들의 뒷핀은 포린의 약 3분의 2 길이였다.  어깨 거들에는 쇄골간격이 작고 T자형이었다. 그 견갑골은 좁고 확장된 등날검으로 길쭉해졌다. 코라코이드의 포스트글레노이드 부분은 훨씬 줄어든 전방 연장보다 컸다. 코라코이드는 횡방향 여백에 한 획을 그어 둥글게 되었다. 그 유머러스에는 수축된 매우 두꺼운 머리와 확장되고 평평한 원위 끝부분이 있었다. 골반 거들레는 적당히 줄어들었고 스테노프테리기우스(Stenopterygius)를 본 푸비스와 장골의 융합을 보여주기도 했다. 판처럼 생긴 골반뼈(후추와 이스키움)가 길쭉한 뼈와 웨이스트 뼈로 변형되어 있었다. 이런 형태의 주점은 아멘에 대한 둔감함이 결여되어 있었다. 유로노사우루스의 두개골 후 형태학은 초고속 수영선수들과 더 느리고 유연한 포식자들 사이의 중간이었다. 그들의 극단적인 과식으로부터 그들은 아마도 오늘날의 황새치 시피아스에 가까운 포식 전략을 사용했을 것이다. 길쭉하고 촘촘한 톱니 모양의 윗턱은 뒤에서 작은 부드러운 먹이를 뚫고 들어가거나 손상시키는 무기로 사용되었다. 유로노사우루스는 '피에르 1' 포식 길드에 속해 있어 식습관은 작은 물고기, 굴, 오징어 등 작고 부드러운 매우 섬세한 먹잇감으로 구성되었다. 다른 어룡들처럼 유로노사우루스는 고속 수영선수였다. 유로노사우루스는 수영에 유연한 꼬리 육수에 카우달 요크의 측면 진동을 이용했다. 에우리노사우루스는 긴 팔다리와 요행수를 가진 가느다란 방추형 몸을 가지고 있었다.  요추의 신경 가시는 매우 짧고 거의 직립되어 있었다. 상대적으로 큰 유로노사우루스의 뒷다리는 조향과 아마도 매우 낮은 속도로 추진하는데 사용할 것을 제안했다. 유로노사우루스의 수영 스타일은 현생의 참다랑어와 같은 투니폼이었다. 좁은 발판 위에 올라탄 그들의 저운동성 코우달 지느러미는 후줄기와 앞 꼬리 부분의 강력한 근육에 의해 구불구불한 곡선을 그리며 물 속을 움직였다. 이 동작으로부터 유로노사우루스를 앞으로 끌어 당기기 위한 강한 힘이 생성될 것이다. 다른 어룡들처럼, 유로노사우루스는 아마도 깊은 잠수부였을 것이다.유로노사우루스는 그들의 눈에 박혀 있는 원형의 뼈인 경련 고리를 가진 매우 큰 궤도를 가지고 있었다. 이 경련 고리는 아마도 그들이 다이빙을 하는 동안 깊은 바다의 고기압에 맞서 눈의 모양을 유지하기 위해 사용되었을 것이다. 어룡은 지금까지 알려진 동물 중 가장 큰 눈을 가지고 있었다. 유로노사우루스의 큰 눈은 그들이 매우 좋은 시각 능력을 가지고 있다는 것을 암시했고 그것은 그들이 깊은 바다의 어두운 환경에서 분명하게 볼 수 있도록 도와주었다. 유로노사우루스는 해안선에서 멀리 떨어진 열린 바다에 살았다. 유로노사우루스는 뚜렷한 지방성을 보이는 초기 토아르시안의 다른 어룡이나 해양 파충류와는 달랐다. 그들은 서유럽에서 광범위한 고생지질 분포를 가지고 있었다. 유로노사우루스의 화석은 영국, 베네룩스, 프랑스, 스위스, 그리고 독일 남부와 북부의 석회암과 와크스톤 콘크리트에서 발견되었다. 석회암과 석회암은 수생 형성 과정으로 인해 해양 환경과 연관되었다. 게다가 유로노사우루스의 화석은 몇몇 다른 어치사우루스나 암모나이트와 같은 해양 생물들과 함께 발견되었다. 이것은 또한 유로노사우루스가 해양환경에서 온 생명체라는 것을 보여줄 수 있는 증거였다.

## 근연종
유로노사우루스에는 다음과 같은 아종들이 존재한다.
- 비펠비아

- 마고와니아

- 허드슨펠피디아

### 네오이치공룡류
- 테모돈토사우루스

### 렙토네테과

#### 렙토넥테스속
- 엑살리보사우루스

- 에우리노사우루스

- 수이볼레비아탄

- 이크티오사우루스

### 투노사우루스속
- 스테노프테리우스

- 안공룡과

## 생존시기와 서식지와 화석의 발견
유로노사우루스가 생존했던 시기는 중생대의 트라이아스기 후기와 쥐라기 초기로서 지금으로부터 1억 8300만년전~1억 7500만년전에 생존했던 종이다. 생존했던 시기에는 유럽을 중심으로 하는 대서양, 북극해, 지중해에서 주로 서식했던 어룡이다. 화석의 발견은 1851년에 유럽의 트라이아스기와 쥐라기에 형성된 지층에서 유럽의 고생물학자들에 의해 처음으로 화석이 발견되어 새롭게 명명된 종이다.

## 같이 보기
- 파충류
- 중생대
- 트라이아스기
- 쥐라기
- 어룡
- 화석